# Mary Crosby
Mary Frances Crosby (ur. 14 września 1959 w Los Angeles) – amerykańska aktorka. Odtwórczyni roli Kristin Shepard w operze mydlanej CBS Dallas (1979–1981, 1991).
Jej ojcem jest amerykański wokalista i aktor Bing Crosby.

## Życiorys

### Wczesne lata
Urodziła się w Los Angeles, w stanie Kalifornia jako córka piosenkarza / aktora Binga Crosby’ego i jego drugiej żony – aktorki Kathryn Grant (z domu Grandstaff). Wychowywała się z dwoma braćmi: starszym Harrym Lillisem Crosbym III (ur. 8 sierpnia 1958) i młodszym Nathanielem Patrickiem Crosby'm (ur. 29 października 1961). Jej wujek to Bob Crosby (1913 – 1993) oraz Larry Crosby (1895 – 1975), a praciotka to Denise Crosby (ur. 1957).
Już jako dziecko wystąpiła wraz z rodzicami i braćmi w reklamie soku pomarańczowego Minute Man. W 1975 po ukończeniu szkoły średniej, studiowała teatr na University of Texas at Austin, gdzie została członkiem Delta Delty Delty. Znakomicie opanowała język hiszpański. Następnie uczyła się aktorstwa w Amerykańskim Konserwatorium Teatralnym w San Francisco.

### Kariera
W 1963 zadebiutowała na scenie w przedstawieniu Piotruś Pan. Po raz pierwszy na srebrnym ekranie pojawiła się w serialu muzycznym NBC Godzina Danny’ego Thomasa (The Danny Thomas Hour, 1967). Wystąpiła wraz z rodziną w programie telewizyjnym Bing Crosby’s Christmas Show (1970). W sitcomie NBC Bracia i siostry (Brothers and Sisters, 1979) była dziewczyną z marzeń i snów. 
Największą popularność zdobyła jako Kristin Shepard, która strzelała do J.R., prześladującą w drodze sądowej swoją siostrę Ellen Ewing w operze mydlanej CBS Dallas (1979-1981). Charakter tej postaci kontynuowała w operze mydlanej CBS Knots Landing (1980–1981). Zagrała potem w telewizyjnym dreszczowcu NBC Północ Lace (Midnight Lace, 1981). 
Powróciła na scenę w 1988 w spektaklu szekspirowskim Romeo i Julia w roli Julii.
W 2006 otrzymała TV Land Awards w kategorii Pop Culture Award.

## Życie prywatne
24 listopada 1978 wyszła za mąż za autora tekstów piosenek Edmunda „Ebba” Lottimera. Jednak w 1989 doszło do rozwodu. W latach 1992–1995 była w nieformalnym związku z Howardem Kochem, byłym mężem Joanny Pacuły. W 1997 poznała Marka Brodkę, z którym zawarła związek małżeński w 1998. Mają dwójkę dzieci (ur. 2000 i 2002).

## Filmografia

### Filmy
- 1984: Lodowi piraci (The Ice Pirates) jako księżniczka Karina
- 1987: Johann Strauss – niekoronowany król (Johann Strauss – Der König ohne Krone) jako Adele
- 1988: Tytuł taśmy (Tapeheads) jako Samantha Gregory
- 1989: In the Heat of the Night jako J.D. Sinclaire
- 1989: Quicker Than the Eye jako Mary Preston
- 1990: Chemia ciała (Body Chemistry) jako Marlee Redding
- 1990: Eating jako Kate
- 1990: Śmiertelnie Niewinne (Deadly Innocents) jako Beth/Cathy
- 1990: Corporate Affairs jako Jessica Pierce
- 1992: Akcja w Berlinie (The Berlin Conspiracy) jako Ursula Schneider
- 1993: Distant Cousins jako Marcie
- 1997: Kochanek śmierci (Cupid) jako Dana Rhodes
- 1998: Nocny telefon (The Night Caller) jako Nikki Rogers
- 2005: Legenda Zorro (The Legend of Zorro) jako żona gubernatora

### Filmy TV
- 1978: A Guide for the Married Woman (TV) jako Eloise
- 1978: With This Ring jako Lisa Harris
- 1981: Złote Wrota (Golden Gate) jako Natalie
- 1981: Midnight Lace (NBC) jako Cathy Preston
- 1983: Confessions of a Married Man jako Ellen
- 1983: Last Plane Out jako Elizabeth Rush
- 1984: Niebezpieczne ujęcia (Cover Up) jako Merilee Taylor
- 1985: Final Jeopardy jako Susan Campbell
- 1986: Dyliżans do Lordsburga (Stagecoach) jako pani Lucy Mallory
- 1994: Miłość/Nienawiść (Who Hate Women & The Women Who Loved Them) jako Jennifer
- 2000: Skrywana tajemnica (Sharing the Secret) jako Irene

### Seriale TV
- 1967: The Danny Thomas Hour jako Joan
- 1970: Goldilocks (krótkometrażowy muzyczny program animowany) jako ona sama / Złotowłosa (głos)
- 1978: Pearl (NBC) jako Patricia North
- 1978: Starsky i Hutch (Starsky & Hutch) jako Leslie Slate
- 1979: Bracia i siostry (Brothers and Sisters, NBC) jako Suzy Cooper
- 1979: CHiPs jako Chris
- 1979-1981, 1991: Dallas jako Kristin Shepard #2
- 1980: Knots Landing (CBS) jako Kristen Shepard
- 1981: Dick Turpin jako June Harding
- 1982: The Fall Guy jako Coleen Wilcox
- 1982: Statek miłości (The Love Boat) jako Megan Lewis
- 1983: The Fall Guy jako Sue Jackson
- 1983: Automan jako Ellen Fowler/'Miss Simmons’
- 1984: Finder of Lost Loves jako Blythe Stewart
- 1984: Hotel jako Maggie Blackwood
- 1984: Niebezpieczne ujęcia (Cover Up) jako Merilee Taylor
- 1984: The Fall Guy jako Kim Donnelly
- 1984: Statek miłości (The Love Boat)
- 1985: Hotel jako Natalie Rogers
- 1985: Hammer House of Mystery and Suspense jako Ann Preston
- 1985: Hotel jako Barbara Medford
- 1985: Żony Hollywood (Hollywood Wives, ABC) jako Karen Lancaster
- 1986: Północ-Południe II (North and South II) jako Isabel Hazard
- 1986: Statek miłości (The Love Boat)
- 1987: Nowe przygody Beans Baxter (The New Adventures of Beans Baxter)
- 1989-1990: Koszmary Freddy’ego (Freddy’s Nightmares) jako Greta Nordhoff-Roscoe
- 1990: Shades of LA jako Jessica Pope
- 1991: Paradise
- 1991: Napisała: Morderstwo (Murder, She Wrote) jako Mariah Osborn / Laura Corman
- 1994: Star Trek: Stacja kosmiczna (Star Trek: Deep Space Nine) jako profesor Natima Lang
- 1995: Prawo Burke’a (Burke’s Law) jako Heather Bonham
- 1995: Pointman jako dr Elizabeth Andreas
- 1995: Platypus Man jako Beth Garland
- 1995–1996: Beverly Hills, 90210 jako Claudia Van Eyck
- 1997: Mike Hammer, Private Eye jako Sheryl Weathersby
- 1997: Orleans (CBS)

## Najbliższa rodzina
- Bing Crosby (ojciec)
- Kathryn Grant Crosby (matka)
- Harry Crosby (brat)
- Nathaniel Crosby (brat)
- Gary Crosby (przyrodni brat)
- Phillip Crosby (przyrodni brat)
- Dennis Crosby (przyrodni brat)
- Lindsay Crosby (przyrodni brat)
- Larry Crosby (wujek)
- Bob Crosby (wujek)